# 走泥社
走泥社（そうでいしゃ）は、1948年に京都で結成された陶芸家のグループ。伝統的な陶芸にとらわれず、実用性を伴わない「オブジェ焼き」という新たなジャンルを生み出した。1998年に解散。

## 概要
発足時のメンバーは八木一夫、鈴木治、山田光、松井美介、叶哲夫の5人。いずれも京焼の伝統的な窯業地である五条坂周辺で活動していた若手作家であった。「走泥社」の名は「蚯蚓走泥紋（きゅういんそうでいもん）」、すなわちミミズが泥を這ったような文様を特徴とする中国宋代の陶芸様式の名から取られている。
発足当時は、伝統的な京焼の造形に、パウル・クレーやジョアン・ミロなどの影響が見られる絵付けを行った作品を発表していた。1952年頃から前衛的な作品を発表するようになったが、これにはイサム・ノグチや辻晋堂らの陶による彫刻作品からの影響が見られる。
1954年に発表された八木一夫の《ザムザ氏の散歩》は、器としての機能を持たない純粋な立体造形として作られ、現代陶芸史の記念碑的作品として位置づけられている。このように実用性を削ぎ落として純粋な鑑賞目的で作られた、走泥社の作家たちの陶芸作品は「オブジェ焼き」と呼ばれた。
1998年、「創立50周年記念走泥社」（京都市美術館）の開催を最後に、10月4日解散。その活動は海外でも評価され、歴史の長い日本の陶芸界において、また美術界においても一時代を築き、現在においても数多くの作家に影響を与えているとされる。

## 関連リンク
- 日本工芸会
- 四耕会
- 京都伝統陶芸家協会
- 無厭会